# Животиков, Вячеслав Александрович
Вячесла́в Алекса́ндрович Живо́тиков (27 марта 1950) — советский футболист, полузащитник.

## Карьера
Заниматься футболом начал во Владимире, воспитанник группы подготовки местного «Трактора». С 1969 по 1972 год играл в составе главного владимирского клуба, сменившего название на «Мотор», провёл более 53 матчей и забил 5 голов. В сезоне 1973 года выступал за московское «Торпедо», в составе которого дебютировал в Высшей лиге СССР, где провёл 8 встреч.
В 1974 году был в составе московского «Локомотива», однако на поле не выходил. В том же году вернулся во владимирскую команду, уже называвшуюся «Торпедо», забил 2 мяча. Сезон 1975 года провёл в костромском «Спартаке», в 32 матчах забил 10 голов.
С 1976 по 1977 год защищал цвета харьковского «Металлиста», в 69 встречах первенства отметился 6 мячами, и ещё 2 поединка сыграл в Кубке СССР. В сезоне 1978 года выступал за «Кубань», в составе которой провёл 14 матчей.